# Гай Белиций Наталис
Гай Белиций Наталис (на латински: Gaius Bellic(i)us Natalis) e политик на Римската империя през 1 век.
През септември до декември 68 г., по време на император Галба, той е суфектконсул заедно с Публий Корнелий Сципион Азиатик.
Баща е вероятно на Гай Белиций Наталис Тебаниан, суфектконсул през 87 г.